# Бурк (Баутцен)

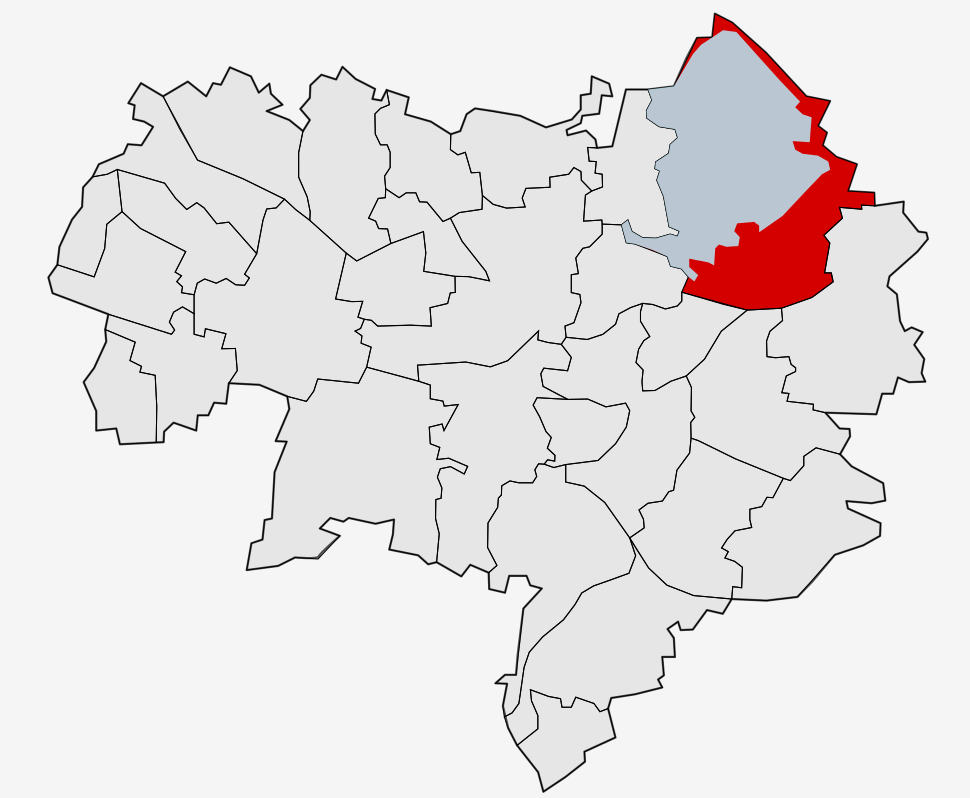
Бурк на городской карте Баутцена

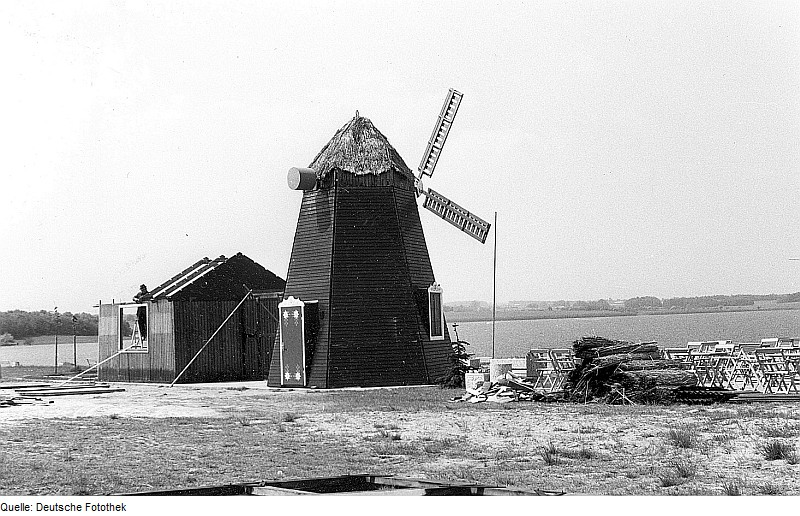
Мельница, фотография 1978 года

Бурк или Борк (нем. Burk; в.-луж. Bórkо файле) — сельский населённый пункт в Верхней Лужице, входящий с 1973 года в городские границы Баутцена, Германия. Район Баутцена.

## География
Находится на северо-восточной границе Баутцена. Границы населённого пункта огибают северную, восточную и южную часть Баутценского водохранилища. На южной стороне деревни проходит автомагистраль A4 и на восточной — местная дорога K7237.
В состав современного населённого пункта входят земельные наделы бывших деревень Мальзиц (Мальсецы) и Нимшюц (Гневсецы), которые были затоплены при строительстве Баутценского водохранилища.
Соседние населённые пункты: на севере (со стороны северного берега водохранилища) — деревни Далицы и Хвачицы коммуны Гросдубрау, деревня Дельня-Горка коммуны Мальшвиц, на востоке (со стороны восточного берега) — деревня Доброшецы коммуны Мальшвиц, на востоке — деревня Бозанкецы (входит в состав городского района Дельня-Кина), на юго-востоке — деревня Дельня-Кина, на юго-западе — исторический городской район Стровотна-Студня и на западе по берегу водохранилища и мост через реку Шпрее — деревня Вовнёв.

## История
Впервые упоминается в 1225 году («Ditmarus miles de Borc, dominicale suum Borc»). С 1936 года деревня была административным центром одноимённой коммуны с населенными пунктами Мальзиц, Нимшюц и Эна. В 1973 году после административно-территориальной реформы вошла в городские границы Баутцена.
В настоящее время деревня входит в состав культурно-территориальной автономии «Лужицкая поселенческая область», на территории которой действуют законодательные акты земель Саксонии и Бранденбурга, содействующие сохранению лужицких языков и культуры лужичан.
Исторические немецкие наименования
- Ditmarus miles de Borc, dominicale suum Borc, 1225
- in villa Borch, 1261
- Bork, 1329
- Borg, 1425
- Burgk, 1534
- Burck ,1732
- Burcka, 1791
- Burk, 1908

## Население
Официальным языком в населённом пункте, помимо немецкого, является также верхнелужицкий язык.
Согласно статистическому сочинению «Dodawki k statisticy a etnografiji łužickich Serbow» Арношта Муки в 1884 году в деревне проживало 138 человека (из них — 119 лужичанина (86 %)).
Лужицкий демограф Арношт Черник в своём сочинении «Die Entwicklung der sorbischen Bevölkerung» указывает, что в 1956 году при общей численности в 736 человека серболужицкое население деревни составляло 28,9 % (из них 147 взрослых владели активно верхнелужицким языком, 15 человек — пассивно; 51 несовершеннолетних свободно владели языком).
| 1834 | 1871 | 1890 | 1910 | 1925 | 1939 | 1946 | 1950 | 1964 | 2020 |
| ---- | ---- | ---- | ---- | ---- | ---- | ---- | ---- | ---- | ---- |
| 101  | 142  | 139  | 206  | 198  | 619  | 645  | 803  | 657  | 332  |

## Достопримечательности
Культурные памятники федеральной земли Саксония
- Хозяйственные постройки (амбар, конюшня и др.), первая половина XIX века, Malsitzer Weg 1
- Жилой дом (бывшая сельская школа), построен в 1827 году, Nimschützer Straße 7
- Бывший школьный лагерь, построен в 1910 году, Nimschützer Straße 10
- Жилой дом с оригинальной оградой, построен в 1907 году, Nimschützer Straße 20
- Жилой дом с хозяйственными постройками (конюшня, три амбара, развалины ограды бывшей фермы), 1895—1900, Nimschützer Straße 31